# Битка код Раја
Битка код Раја вођена је између Сасанида и Рашидунског калифата 651. године.  Ова битка је такође представљала ривалство између породице Испахбудан и породице Михран.

## Позадина
У периоду 642/643, муслимански Арапи су освојили Медију и наставили да продиру у Иранску висораван. Године 651. Фарухзад, спахбед Хорасана и министар Јездигерда III, побуниo се и отишao у Табаристан. На путу за Табаристан, срео је арапског генерала Нуаима близу Казвина и склопио мир с њим.  Затим је пристао да помогне Арапима против свог ривала Сијавахша, који је 631. године убио његовог оца. 

## Битка
Комбинована испахбуданско-арапска војска укључила се у ноћну битку против Сијавахш-ове војске у подножју планине, тик поред Раја. Фарухзад је извео неке Нуаимове коњичке јединице мало познатом рутом до града, одакле су изашли да нападну браниочеву позадину, узрокујући велики покољ. Да би дао пример, Нуаим је наредио уништење Старог града који су Арапи звали "ал-Атиках" (можда племићка четврт Раја). Међутим, град је касније обновио Фарухзад, који је постао владар Раја. 